# Tom Watson (golfspelare)
Thomas Sturges "Tom" Watson, född 4 september 1949 i Kansas City, Missouri, är en amerikansk golfspelare.
Watson inledde sin golfkarriär 1971, samma år som han tog sin examen i psykologi på Stanford University. Han har vunnit åtta majors.
Hans seger i The Open Championship 1977 på Turnberry i Skottland, är minnesvärd. Efter två rundor var han och Jack Nicklaus ett slag från ledningen och gick i samma boll på den tredje rundan. Båda gick på 65 slag och avslutade den tredje rundan i tre slags ledning. Watson och Nicklaus spelade åter igen tillsammans på finaldagen. Efter 16 hål låg de lika då Nicklaus missade en birdieputt på det 17 hålet och därför tappade ledningen till Watson som gjorde en birdie på samma hål. På det 18 hålet slog Nicklaus utslaget i ruffen medan Watson träffade fairway. Watsons inspel landade cirka 70 centimeter från flaggan , medan Nicklaus inspel landade ca 7 meter från flaggan. Nicklaus sänkte sin birdieputt och avslutade därmed på 66 slag men Watson sänkte också sin birdie och avslutade på 65 slag och han vann därmed sin andra seger i The Open.
Watsons enda seger i US Open 1982 på Pebble Beach var lika minnesvärd. Nicklaus, som spelade två bollar före Watson på finalrundan, gick upp i delad ledning efter fem birdies i rad. När Watson kom till det 17 hålet, par 3, låg de fortfarande lika och Nicklaus hade avslutat på fyra slag under par. Watson slog sitt slag på hål 17 i ruffen på sidan om green. Han hade kal fon rene en mycket svår chipp utför på en väldigt svår green. Under tiden blev Nicklaus intervjuad i TV, fullt medveten om de svårigheter som Watson hamnat i. Nicklaus verkade säker på att ta hem sin femte US Open-seger. Watsons chipp träffade flaggan och gick ner i koppen och gav honom en mirakulös birdie och bäddade för ytterligare en seger över Nicklaus. Watson gjorde birdie även på det 18 hålet och vann med två slag.
Han gick med på Champions Tour (seniortouren) 1999 och samma år blev han hedersmedlem i Royal and Ancient Golf Club of St Andrews i Skottland.
År 2009 hamnade han på andra plats i The Open Championship efter att ha förlorat mot Stewart Cink på särspel.

## Meriter

### Majorsegrar
- 1975 The Open Championship
- 1977 The Masters Tournament, The Open Championship
- 1980 The Open Championship
- 1981 The Masters Tournament
- 1982 US Open, The Open Championship
- 1983 The Open Championship

### PGA-segrar
- 1974 Western Open
- 1975 Byron Nelson Golf Classic
- 1977 Bing Crosby National Pro-Am, Andy Williams-San Diego Open
- 1978 Joe Garagiola-Tucson Open, Bing Crosby National Pro-Am, Byron Nelson Golf Classic, Colgate Hall of Fame Classic, Anheuser-Busch Golf Classic
- 1979 Sea Pines Heritage Classic, MONY Tournament of Champions, Byron Nelson Golf Classic, Memorial Tournament, Colgate Hall of Fame Classic
- 1980 Andy Williams-San Diego Open, Glen Campbell-Los Angeles Open,  MONY Tournament of Champions, Greater New Orleans Open, Byron Nelson Golf Classic, World Series of Golf
- 1981 USF&G New Orleans Open, Atlanta Classic
- 1982 Glen Campbell-Los Angeles Open, Sea Pines Heritage
- 1984 Seiko-Tucson Match Play Championship, MONY Tournament of Champions, Western Open
- 1987 Nabisco Championship
- 1996 Memorial Tournament
- 1998  MasterCard Colonial

### Segrar på Champions Tour
- 1999 Bank One Championship
- 2000 IR SENIOR TOUR Championship
- 2001 Senior PGA Championship
- 2002 SENIOR TOUR Championship at Gaillardia
- 2003 Senior British Open,  JELD-WEN Tradition
- 2005 Senior British Open Championship,  Charles Schwab Cup Championship

### Övriga segrar
- 1980 Dunlop Phoenix
- 1984 Australian Open
- 1992 Hong Kong Open
- 1994 Skins Game
- 1997 Dunlop Phoenix
- 1999 Wendy's Three-Tour Challenge (med Jack Nicklaus och Hale Irwin), Diner's Club Matches (med Jack Nicklaus)
- 2000 Hyundai Team Matches (med Jack Nicklaus)
- 2004 Wendy's Champions Skins Game